# Schuhplattler

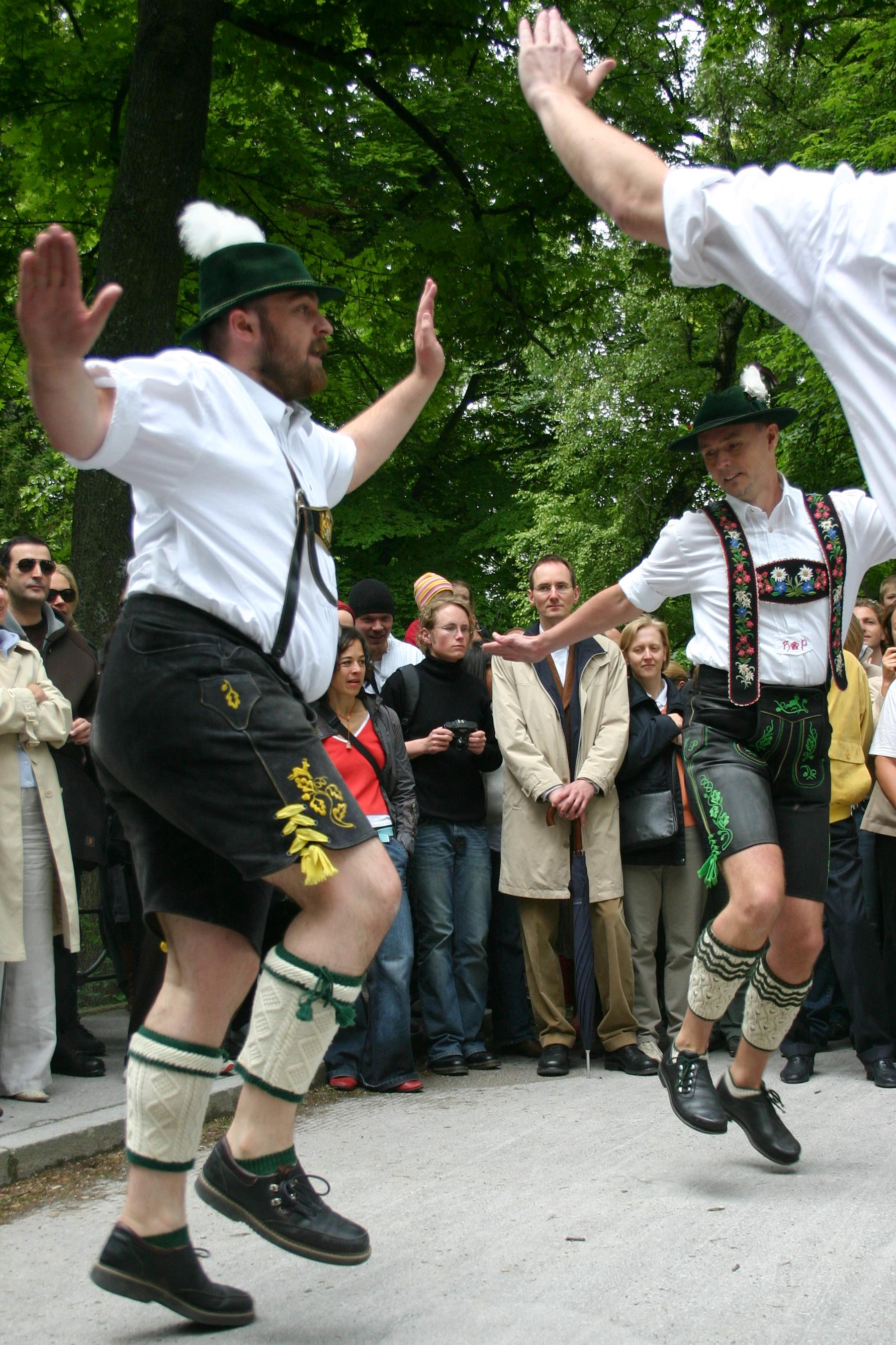
Schuhplattlerende Duitsers in München

De Schuhplattler is een dans die voorkomt in het Zuid-Duitse Beieren en Oostenrijk.
De naam van de dans is ontleend aan het feit dat bij deze dans, die op Ländler-muziek wordt gedanst, de jongens met de handen op hun dijen en op de zolen van hun schoenen slaan tijdens het dansen. De dans wordt als zodanig aangeduid sinds midden 19e eeuw, maar kent een geschiedenis die teruggaat tot vermoedelijk de 11e eeuw. Het is oorspronkelijk een paardans in 3/4 maatsoort. Dit type dansen, waarbij geklapt of gestampt wordt met de voeten en waarbij soms ook nog acrobatische toeren worden uitgehaald, komen overigens in vele culturen en landen voor. Zo kent de Noorse danstraditie de halling of sprongdans. In Nederland is de klompendans zo'n soort dans, waarbij lokale tradities doorklinken in de dans.
De plattler is gebaseerd op de Ländler, een typisch Zuid-Duits/Oostenrijkse dans in 3/4 maat.